# Kanako Murata
Kanako Murata (jap. 村田夏南子 Murata Kanako; ur. 10 sierpnia 1993) – japońska zapaśniczka w stylu wolnym. Złota medalistka mistrzostw Azji w 2012 i srebrna w 2013 i 2015. Pierwsza w Pucharze Świata w 2014; 2015 i ósma w 2012. Trzecia na uniwersjadzie w 2013. Mistrzyni świata juniorów w 2011 i 2012 i Azji w 2010 roku. Od 2016 roku zawodniczka MMA.